# Sentiero europeo E3
Il sentiero europeo E3 è un sentiero europeo che unisce Santiago di Compostela (Spagna) con capo Emine in Bulgaria, attraversando da ovest a est l'intero continente europeo. La sua lunghezza totale è di oltre 6.950 km in gran parte percorribili.
Sono previste le estensioni ad ovest fino a Cabo de São Vicente, in Portogallo, e ad est fino ad Istanbul, in Turchia.

## Storia
L'idea di creare una rete europea di sentieri escursionistici venne messe in pratica nel 2006, in parte utilizzando percorsi di lungo raggio già esistenti.
Attualmente il percorso è utilizzabile per la maggior parte. Va realizzata ancora una consistente parte del tratto rumeno e le estensioni nel ramo occidentale verso Cadice e Cabo de São Vicente e di quello orientale verso Istanbul.

## Percorso
| Urban head station in tunnel |

| Urban tunnel stop on track |

| Urban tunnel straight track | Urban head station in tunnel |

| Urban tunnel straight track | Urban stop on track |

| Urban tunnel stop on track | Urban straight track |

| Urban tunnel straight track | Urban stop on track |

| Unknown route-map component "utBS2l" | Unknown route-map component "uBS2r" |

| Urban stop on track |

| Urban stop on track |

| Urban stop on track |

| Urban stop on track |

| Unknown route-map component "uZOLL" |

| Urban stop on track |

| Urban stop on track |

| Unknown route-map component "uKRZ" |

| Urban stop on track |

| Urban stop on track |

| Unknown route-map component "uZOLL" |

| Urban stop on track |

| Urban stop on track |

| Urban stop on track |

| Unknown route-map component "uZOLL" |

| Urban stop on track |

| Unknown route-map component "uABZg+l" |

| Unknown route-map component "uABZgr" |

| Urban stop on track |

| Unknown route-map component "uZOLL" |

| Urban stop on track |

| Unknown route-map component "uKRZ" |

| Unknown route-map component "uKRZ" |

| Urban stop on track |

| Unknown route-map component "uABZg+l" |

| Unknown route-map component "uABZgr" |

| Urban stop on track |

| Unknown route-map component "uBS2+l" | Unknown route-map component "uBS2+r" |

| Unknown route-map component "uZOLL" | Urban straight track |

| Urban straight track | Urban stop on track |

| Urban stop on track | Urban straight track |

| Urban straight track | Urban stop on track |

| Urban stop on track | Urban straight track |

| Urban straight track | Unknown route-map component "uZOLL" |

| Unknown route-map component "uBS2l" | Unknown route-map component "uBS2r" |

| Unknown route-map component "uKRZ" |

| Urban stop on track |

| Unknown route-map component "uZOLL" |

| Urban stop on track |

| Unknown route-map component "uZOLL" |

| Urban stop on track |

| Unknown route-map component "uZOLL" |

| Urban stop on track |

| Unknown route-map component "uZOLL" |

| Urban stop on track |

| Urban stop on track |

| Unknown route-map component "uZOLL" |

| Unknown route-map component "uABZg+l" |

| Unknown route-map component "uABZgr" |

| Unknown route-map component "uZOLL" |

| Unknown route-map component "uABZg+l" |

| Urban stop on track |

| Unknown route-map component "uZOLL" |

| Urban stop on track |

| Urban tunnel straight track |

| Urban stop on track |

| Urban stop on track |

| Urban tunnel straight track |

| Unknown route-map component "uZOLL" |

| Urban tunnel straight track |

| Unknown route-map component "uABZgr" |

| Urban stop on track |

| Urban stop on track |

| Urban End station |

### Spagna
Il tratto spagnolo della E3 ricalca il cammino di Santiago di Compostela, in particolare la via francese, tra Santiago di Compostela e Roncisvalle, passando per Ponferrada, León, Burgos e Pamplona. Attraversa il confine con la Francia sul col de Bentarte.
Il camino de Santiago è tipicamente indicato con una conchiglia gialla su fondo blu, talvolta con una freccia, ma è presente anche il segnavia bianco-rosso in uso anche in Italia.

### Francia
In Francia il percorso si sviluppa su diverse sezioni facenti parte della rete di sentieri Grande Randonnée.
Il primo tratto lungo il GR 65 corrisponde alla Via Podiensis, uno dei tratti francesi del camino de Santiago. Collega il confine spagnolo a Saint-Jean-Pied-de-Port con Le Puy-en-Velay, attraversando la parte meridionale del bacino di Aquitania:
- - dal Col de Bentarte (circa 6 km da Roncisvalle) a Moissac[2];
  - da Moissac a Figeac[3];
  - da Figeac a Le Puy[4].

Si continua poi sul GR 3, da Le Puy-en-Velay a Signal de Mont:
- - da Le Puy ad Apinac;
  - da Apinac a Chabreloche[5];
  - da Chabreloche a Les Chevreaux (nei pressi di Châtelus)[6];
  - da Les Chevreaux a Signal de Mont.

A seguire si percorre il GR 13, da Signal de Mont a Fontainebleau:
- - da Signal de Mont ad Auxerre[7];
  - da Auxerre a Fontainebleau.

Il GR 1 (Sentier d'Île-de-France) collega Fontainebleau a Château de la Reine Blanche.
Segue il GR 12, da Château de la Reine Blanche (vicino Chantilly) a Montcornet:
- - da Château de la Reine Blanche a Amifontaine (168 km)[8];
  - da Amifontaine a Son (41 km);
  - da Son (vicino Rethel) al Lac des Vieilles Forges nei pressi di Montcornet (67 km).

Il GR 12C funge da collegamento al GR 15 da Montcornet a Monthermé sul fiume Mosa.
Il GR 15, noto anche come GR AE (Ardenne – Eifel), conduce da Monthermé a Sorendal (200 km).

### Belgio
Il percorso GR 15 continua in territorio belga da Bohan, in provincia di Namur fino a Martelange, in gran parte attraverso la valle del Semois, per un totale di 200 km.

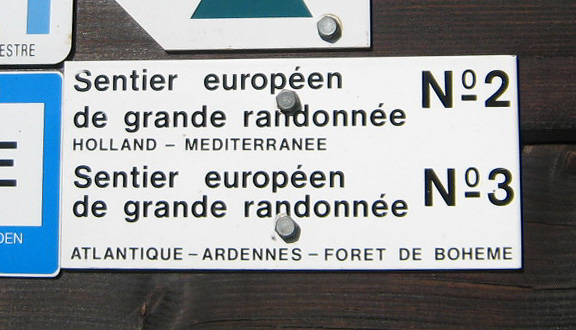
L'intersezione dei sentieri E2 ed E3 in Lussemburgo.

### Lussemburgo
Il tratto lussemburghese corre per la maggior parte lungo la linea del confine con la Germania. Nei pressi di Hosingen si trova l'intersezione con il sentiero E2, noto anche come GR 5, che continua sovrapposto all'E3 fino a Schengen, in corrispondenza della triplice frontiera tra Belgio, Germania e Lussemburgo.

### Germania

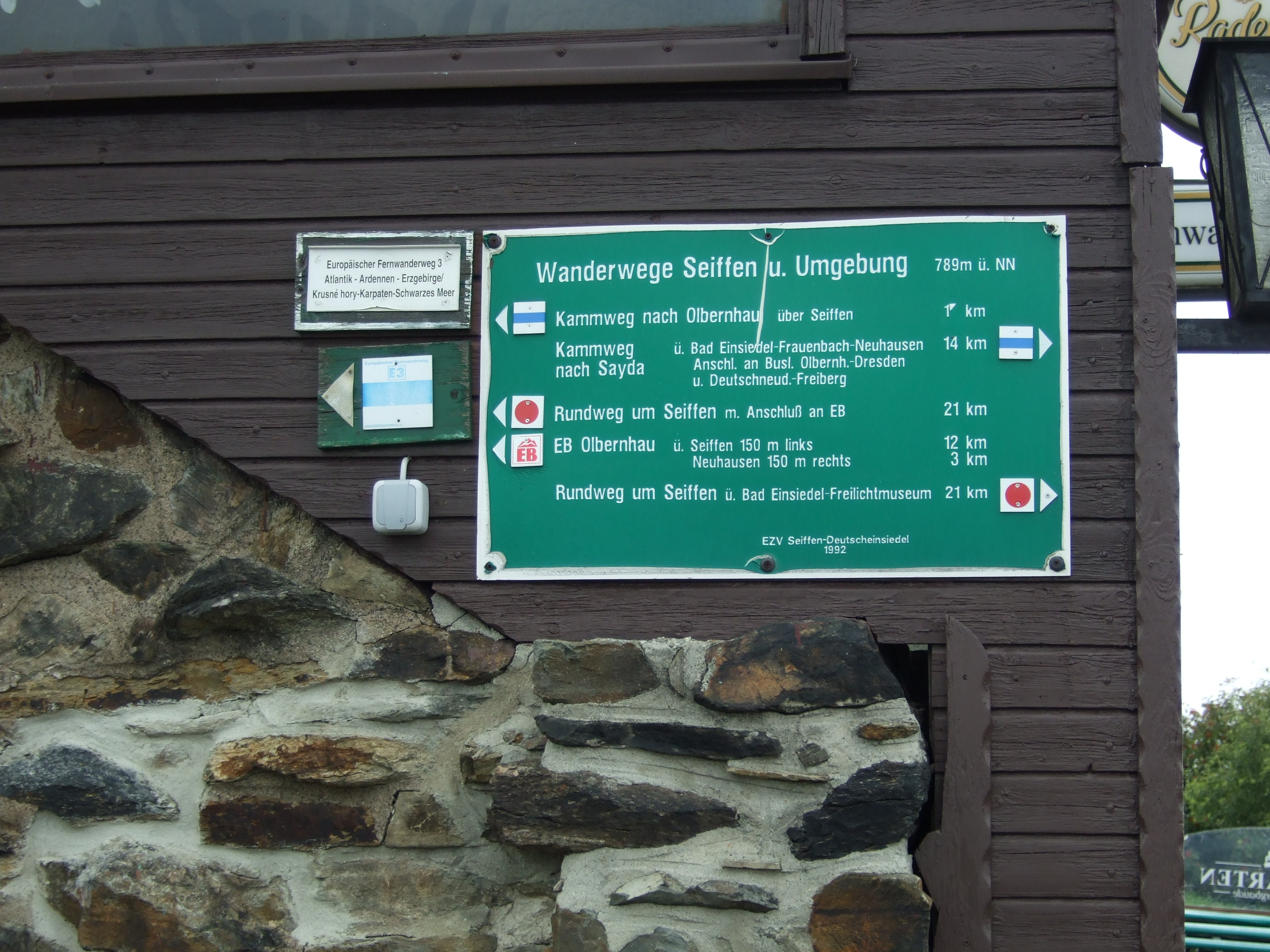
Segnaletica a Schwartenberg, in Germania.

Il sentiero Saar-Slesia collega la Saar con il vecchio triplice confine tra Repubblica Federale Tedesca, Cecoslovacchia e Repubblica Democratica Tedesca, ora tra la Repubblica Ceca e i lander Baviera e Sassonia.
Dopo il passaggio per Fulda ci sono tre varianti. Una prima diramazione corrisponde al sentiero internazionale Eisenach-Budapest, uno dei sentieri che collegavano i Paesi del blocco orientale; questo comincia lungo il sentiero Rennsteig, passa per i laghi della Turingia, attraversa il Vogtland, i monti Metalliferi e le montagne di arenaria dell'Elba per entrare nella Repubblica Ceca a Hřensko.
Un secondo percorso è la variante della Sassonia che passa per Selb per ricongiungersi con il percorso principale a Rechenberg-Bienenmühle.
Il terzo percorso è la variante boema che attraversa il confine con la Repubblica Ceca a Hohenberg an der Eger.

### Repubblica Ceca, Polonia, Slovacchia

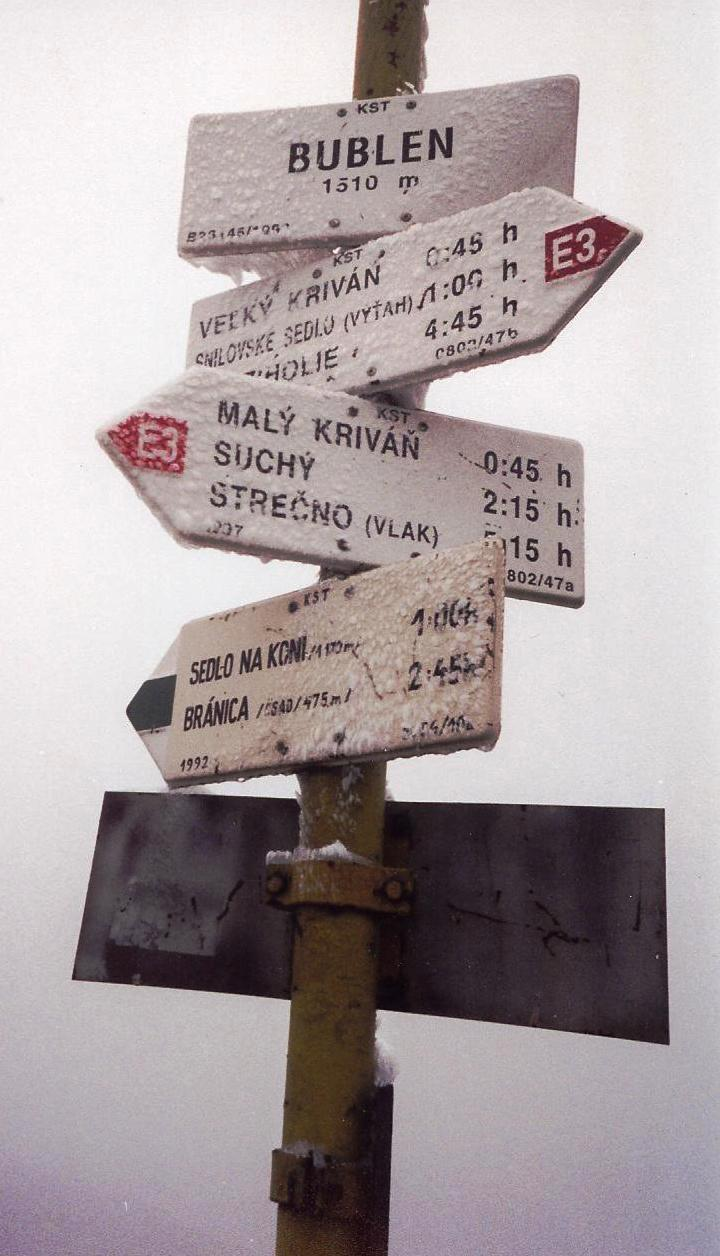
Segnaletica lungo la E3 sulla Piccola Fatra, in Slovacchia.

La variante boema del sentiero E3 si sviluppa principalmente in Repubblica Ceca, a partire da Pomezí nad Ohří e passando per Cheb, Loket, Karlovy Vary prima di ricollegarsi al sentiero principale nei pressi di Děčín. Lungo il percorso attraversa i monti Metalliferi, i monti lusaziani e parte dei monti dei Giganti. Nei pressi di Harrachov il sentiero entra in territorio polacco dove passa per Wałbrzych e per i monti del gufo (Góry Sowie), per reimmettersi poi in Repubblica Ceca a Międzylesie, nei pressi delle rocce di Adršpach-Teplice. Questo primo tratto polacco è lungo 300 km.
Successivamente il sentiero passa sul monte Králický Sněžník e segue per i monti Beschidi dove transita in territorio slovacco. L'ingresso in Slovacchia avviene per la sella Bumbálka (870 m s.l.m.) e prosegue per 215 km, attraversando la valle del fiume Váh e i rilievi della Piccola Fatra, fino a costeggiare il lago Orava ed entrare nuovamente in Polonia a Suchá Hora.
La parte seguente del sentiero si sviluppa prevalentemente sui Carpazi. Il secondo tratto polacco, lungo 160 km, percorre le alture dei Monti Tatra, passando per la località turistica di Zakopane e rientra in Slovacchia per il passo di Dukla, sui Piccoli Beschidi.
Il secondo tratto slovacco taglia la parte orientale del Paese da nord a sud per 298 km. Dopo l'ingresso in Slovacchia, si percorre un lungo tratto lungo il confine polacco, si attraversa la valle del fiume Torysa a Prešov e si sale sui monti Slanec, che si percorrono fino alla regione vinicola del Tokaj-Hegyalja, dove si entra in territorio ungherese a Slovenské Nové Mesto.

### Ungheria
In Ungheria il sentiero si getta subito a est, lasciando il sentiero internazionale Eisenach-Budapest e percorrendo il sentiero blu nazionale (Alföldi Kéktúra) per l'intero tratto ungherese. Questo attraversa la valle del fiume Tibisco puntando poi verso sud e tagliando la grande pianura ungherese fino ad Ártánd, dove passa in Romania.

### Romania
La parte rumena del sentiero è quella meno completata. Al momento esiste solo un breve tratto all'interno del parco nazionale Semenic-Cheile Carașului, nei pressi di Orșova. Il progetto prevede che la tratta cominci da Oradea e, passando per le regioni centrali a Sibiu, si congiunga con il sentiero Kom-Emine in corrispondenza del tratto esistente.

### Bulgaria

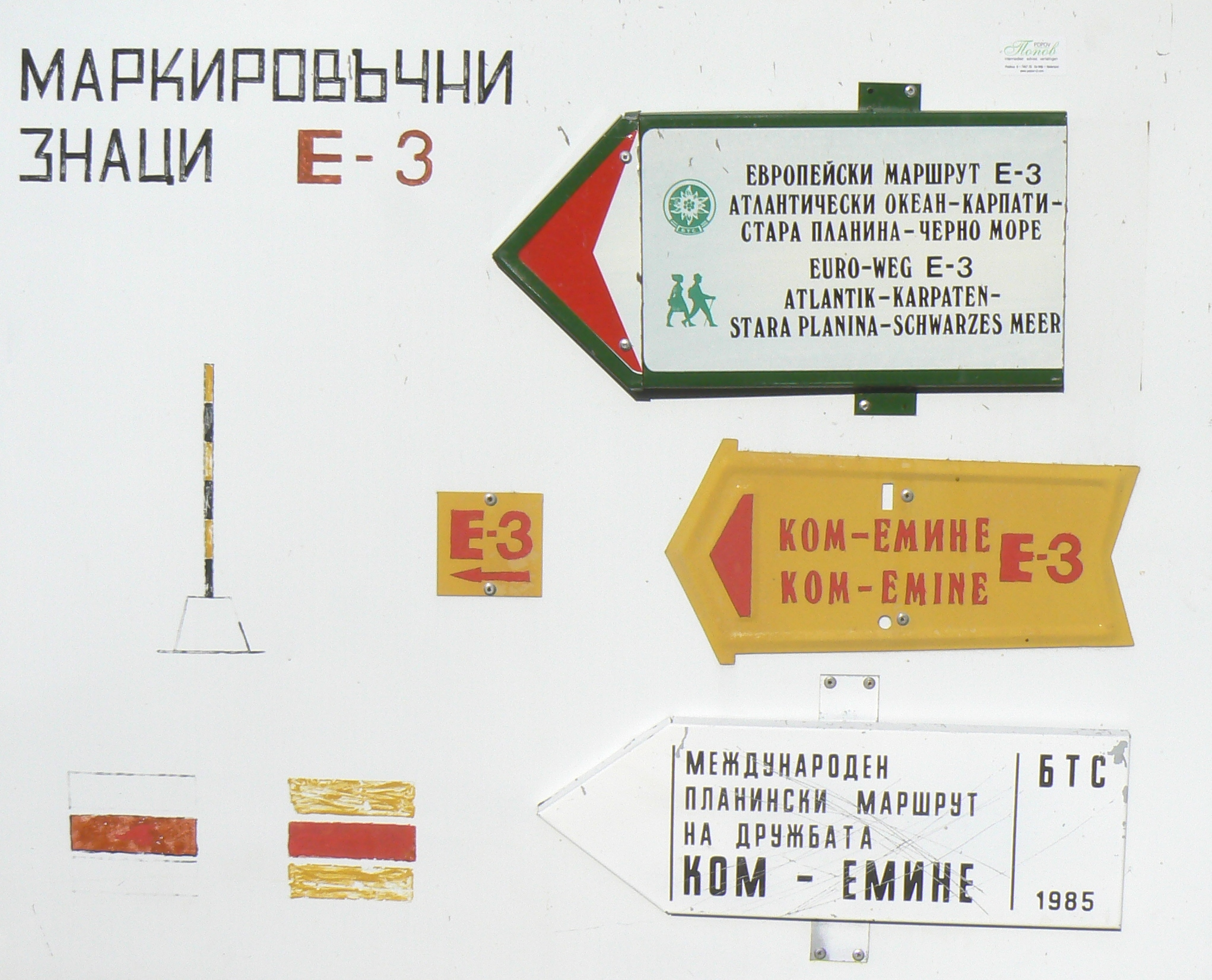
Segnaletica utilizzata in Bulgaria.

La parte bulgara del sentiero E3 è lunga 720 km e segue la catena dei Balcani dal monte Kom, al confine con la Serbia, fino a capo Emine, sul mar Nero, passando tra l'altro per il parco nazionale dei Balcani Centrali. Il percorso si sovrappone al sentiero Kom-Emine, itinerario molto popolare durante il regime comunista (all'epoca noto come "percorso dell'amicizia", Маршрут на дружбата in bulgaro), quando grandi gruppi dalle nazioni del blocco orientale percorrevano insieme il sentiero, soprattutto d'estate.
Il tratto bulgaro è in genere percorribile in 20-25 giorni